# Luke Davison
Luke Davison (ur. 8 maja 1990 w Sydney) – australijski kolarz torowy i szosowy, trzykrotny medalista mistrzostw świata w kolarstwie torowym.

## Kariera
Pierwsze międzynarodowe sukcesy w karierze Luke Davison osiągnął w 2008 roku, kiedy zdobył złote medale w madisonie, omnium i drużynowym wyścigu na dochodzenie podczas torowych mistrzostw świata juniorów. Na rozgrywanych pięć lat później torowych mistrzostwach świata w Mińsku Davison wywalczył brązowy medal w scratchu. W zawodach tych wyprzedzili go jedynie Irlandczyk Martyn Irvine oraz Austriak Andreas Müller. Wspólnie z Glennem O’Shea, Alexandrem Edmondsonem i Mitchellem Mulhernem zdobył złoty medal w drużynowym wyścigu na dochodzenie podczas mistrzostw świata w Cali w 2014 roku. Jest także wielokrotnym medalistą mistrzostw kraju. Startuje również w wyścigach szosowych, zwyciężył między innymi w klasyfikacji generalnej australijskiego Tour of the Murray River w 2012 roku.